# Rheinisch-Bergischer Kreis
Rheinisch-Bergischer Kreis is een Kreis in de Duitse deelstaat Noordrijn-Westfalen. Kreisstadt is Bergisch Gladbach. De Kreis telt 283.275 inwoners (31 december 2020) op een oppervlakte van 437,32 km². Op 31 december 2020 had 10,6% van de inwoners een niet-Duits staatsburgerschap (30.015 niet-Duitsers) en hadden 500 inwoners het Nederlandse staatsburgerschap.

## Steden en gemeenten

Steden en gemeenten in Rheinisch-Bergischer Kreis.

De volgende steden en gemeenten liggen in de Kreis:
| Steden                                                                                   | Gemeenten             |
| ---------------------------------------------------------------------------------------- | --------------------- |
| 1. Bergisch Gladbach 2. Burscheid 3. Leichlingen 4. Overath 5. Rösrath 6. Wermelskirchen | 1. Kürten 2. Odenthal |

Zie ook: Lijst van Kreise en kreisfreie steden in Noordrijn-Westfalen
Bergisch Gladbach · Burscheid · Kürten · Leichlingen · Odenthal · Overath · Rösrath · Wermelskirchen